# Seznam violinistov (1900–danes)
- Salvatore Accardo (* 1941)
- Giovanni Angeleri (* 1971)
- Beatrice Antonioni
- Sven Asmussen (Jazz) (1916–2017)
- Willi Boskovsky (1909–1991)
- Boris Belkin
- Joshua Bell (* 1967)
- Vera Beths
- Fabio Biondi (* 1961)
- Lola Bobesco (1923–2003)
- Lilli Bohnke (1897–1928)
- Riccardo Brengola (1917–2004)
- Iona Brown (1941–2004)
- Adolf Busch (1891–1952)
- Giuliano Carmignola
- Sarah Chang (* 1980)
- Stephanie Chase
- Allison Cornell (Rock, Pop, Country)
- Kyung Wha Chung (* 1948)
- Luigi D'Ambrosio
- Augustin Dumay (* 1949)
- Mischa Elman (1891–1967)
- Isabelle Faust (* 1972)
- Christian Ferras (1933–1982)
- Julia Fischer (* 1983)
- Carl Flesch (1873–1944)
- Marco Fornaciari (* 1953)
- Zino Francescatti (1902–1991)
- Pamela Frank (* 1967)
- Mayumi Fujikawa
- David Garrett (* 1982)
- Ivry Gitlis (1922–2020)
- Reinhard Goebel  (baročna glasba) (* 1952)
- Eugene Gore (Jazz)
- Stephane Grappelli (Jazz) (1908–1997)
- Arthur Grumiaux (1921–1986)
- Franco Gulli (1926–2001)
- Ida Haendel (1928–2020)
- Hilary Hahn (* 1980)
- Josef Hassid (1923–1950)
- Jascha Heifetz (1901–1987)
- Ulf Hoelscher (* 1942)
- Bronislav Hubermann (1882–1947)
- Monica Huggett  (baročna glasba)
- Janine Jansen (* 1978)
- Leila Josefowicz (* 1978)
- Leonidas Kavakos (* 1967)
- Nigel Kennedy (* 1956)
- Isabelle van Keulen (* 1966)
- Leonid Kogan (1924–1982)
- Laurent Korcia (* 1965)
- Herman Krebbers (1923–2018)
- Fritz Kreisler (1875–1962)
- Gidon Kremer (* 1947)
- Jan Kubelík (1880–1940)
- Sigiswald Kuijken (baročna glasba) (* 1944)
- Georg Kulenpampff (1898–1948)
- Rainer Kussmaul (* 1946)
- Tasmin Little (* 1965)
- Vanessa Mae (* 1978)
- Andrew Manze (* 1965)
- Alexander Markov
- Yehudi Menuhin (1916–1999)
- Midori Goto (* 1971)
- Stefan Milenkovich (* 1977)
- Nathan Milstein (1903–1992)
- Shlomo Mintz (* 1957)
- Marco Misciagna
- Viktoria Mullova (* 1959)
- Anne-Sophie Mutter (* 1963)
- Kiril Naumov
- Ginette Neveu (1919–1949)
- Domenico Nordio (* 1971)
- David Oistrach (1908–1974)
- Igor Oistrach (* 1931)
- Valery Oistrach (* 1961)
- Elmar Oliveira (* 1950)
- Theo Olof (1924–2012)
- Cristina Palucci (* 1969) (baročna glasba)
- Itzhak Perlman (* 1945)
- Rachel Podger (baročna glasba)
- Jean-Luc Ponty (* 1942)
- Massimo Quarta  (* 1965)
- Michael Rabin (1936–1972)
- Ruggiero Ricci (1918–2012)
- Andre Rieu (* 1949)
- Guido Rimonda
- Corrado Romano
- Aaron Rosand (1927–2019)
- Ferenc Santa Folk (* 1945)
- Wolfgang Schneiderhan (1915–2002)
- Jaap Schroeder (1925–2020)
- Gil Shaham (* 1971)
- Oscar Shumsky (1917–2000)
- Dmitri Sitkovetsky (* 1954)
- Nils-Erik Sparf (* 1952)
- Simon Standage (baročna glasba) (* 1941)
- Isaac Stern (1920–2001)
- Shinichi Suzuki (1898–1998)
- Jaroslav Sveceny
- Henryk Szeryng (1918–1988)
- Joseph Szigeti (1892–1973)
- Gerhard Taschner (1922–1976)
- Jelle van Tongeren (Jazz) (* 1980)
- Mauro Tortorelli
- Viktor Tretyakov
- Uto Ughi (* 1946)
- Sándor Végh (1912–1997)
- Maxim Vengerov (* 1974)
- Emmy Verhey (* 1949)
- Jacques Thibaud (1880–1953)
- Pavel Vernikov
- Elizabeth Wallfisch (baročna glasba) (* 1970)
- Helmut Zacharias (1920–2002)
- Thomas Zehetmair (* 1961)
- Frank Peter Zimmermann (* 1965)
- Pinchas Zukerman (* 1948)
- Jaap van Zweden baročna glasba (* 1960)